# Matwiej Zacharow

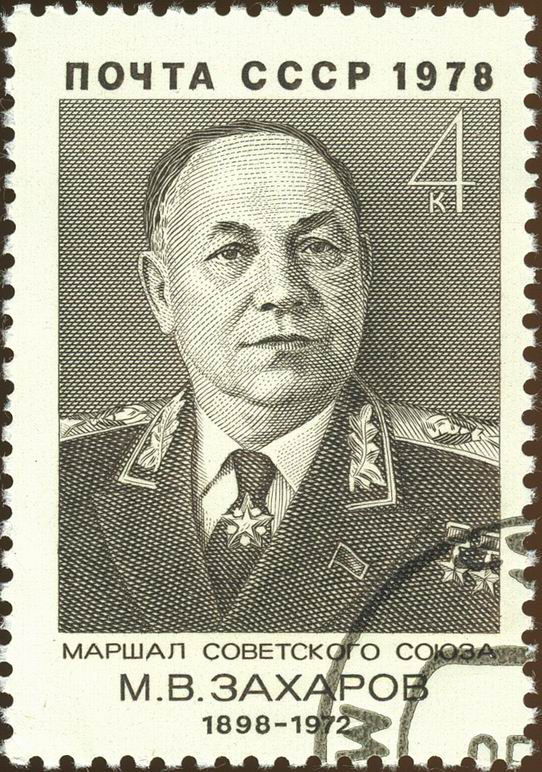
Znaczek Poczty ZSRR z marsz. Matwiejem Zacharowem, 1978

Matwiej Wasiljewicz Zacharow (ros. Матвей Васильевич Захаров, ur. 5 sierpnia?/17 sierpnia 1898 w Twerze, zm. 31 stycznia 1972 w Moskwie) – radziecki dowódca wojskowy, marszałek Związku Radzieckiego (1959), dowódca grupy wojsk radzieckich w NRD, szef Głównego Zarządu Wywiadowczego (1949–1952), szef Sztabu Generalnego Armii Radzieckiej (1960–1963 i 1964–1971), deputowany do Rady Najwyższej ZSRR 4., 5., 6., 7. i 8. kadencji, dwukrotny Bohater Związku Radzieckiego (1945, 1971) i Bohater Czechosłowackiej Republiki Socjalistycznej (1970).

## Życiorys

### I wojna światowa
W czasie I wojny światowej uniknął poboru do wojska i działał w ruchu antywojennym. W kwietniu 1917 wstąpił do bolszewickiej Czerwonej Gwardii. W tym samym roku w październiku brał udział w szturmie na Pałac Zimowy.
Brał udział w wojnie domowej awansując w Armii Czerwonej. Studiował w Akademii Wojskowej im. Michaiła Frunzego. We wrześniu 1935, w wieku 35 lat, objął dowództwo pułku, a w 1936 został wysłany do nowo utworzonej Akademii Sztabu Generalnego. Przeżył stalinowskie czystki i w lipcu 1937 został mianowany szefem sztabu Leningradzkiego Okręgu Wojskowego, a w maju 1938 pomocnikiem szefa Sztabu Generalnego Armii Czerwonej.

### II wojna światowa
W 1940 po zmianach personalnych w kierownictwie sił zbrojnych (powodem zmian była wojna zimowa z Finlandią), został przeniesiony na szefa sztabu do nowo utworzonego Odeskiego Okręgu Wojskowego.
Po ataku Niemiec na Związek Radziecki w czerwcu 1941, w stopniu generała majora objął funkcję szefa sztabu nowo sformowanej 9 Armii, utworzonej z wojsk Odeskiego Okręgu Wojskowego. Następnie był szefem sztabu 2 Frontu Ukraińskiego, a następnie Frontu Zabajkalskiego.

### Okres powojenny
Po zakończeniu II wojny światowej kierował Akademią Sztabu Generalnego. Od stycznia 1949 był szefem Głównego Zarządu Wywiadowczego i zarazem zastępcą szefa Sztabu Generalnego Armii Radzieckiej. Z obydwu stanowisk został zwolniony w 1952, jego miejsce na stanowisku szefa wywiadu wojskowego zajął Michaił Szalin.
Po śmierci Józefa Stalina w marcu 1953, spychany był na coraz niższe stanowiska w hierarchii wojskowej. W maju 1954 został mianowany dowódcą Leningradzkiego Okręgu Wojskowego, a następnie w 1957 dowódcą grupy wojsk stacjonujących w Niemieckiej Republice Demokratycznej. W 1959 awansowany na marszałka Związku Radzieckiego i w 1960 mianowany szefem Sztabu Generalnego Armii Radzieckiej. Stracił to stanowisko w 1963, w ramach zmiany w radzieckim kierownictwie polityczno-wojskowym po kubańskim kryzysie rakietowym.
W marcu 1963 powierzono mu ponownie komendę Akademii Sztabu Generalnego. Później brał udział w spisku przeciwko Nikicie Chruszczowowi i po jego obaleniu w październiku 1964, przywrócono mu stanowisko szefa Sztabu Generalnego Armii Radzieckiej, które zajmował do września 1971 roku.
Od 1961 członek Komitetu Centralnego KPZR, w latach 1947–1952 deputowany do Rady Najwyższej RFSRR, a w latach 1954–1972 do Rady Najwyższej ZSRR od 4. do 8. kadencji.
Zmarł 31 stycznia 1972 i został uroczyście pochowany 2 lutego 1972 pod murem kremlowskim na Placu Czerwonym w Moskwie. W pogrzebie udział wzięli członkowie najwyższych władz ZSRR z Leonidem Breżniewem i Aleksiejem Kosiginem na czele, a także delegacje wojskowe wielu państw komunistycznych, w tym delegacja PRL z szefem Sztabu Generalnego WP gen. dyw. Bolesławem Chochą, szefem sztabu Śląskiego Okręgu Wojskowego gen. bryg. Tadeuszem Hupałowskim oraz attache wojskowym Ambasady PRL w Moskwie gen. bryg. Wacławem Jagasem.

## Awanse
- generał major – 4 czerwca 1940;
- generał porucznik – 30 maja 1942;
- generał pułkownik – 20 października 1943;
- generał armii – 29 maja 1945;
- marszałek Związku Radzieckiego – 8 maja 1959.

## Odznaczenia i wyróżnienia
- Medal Złota Gwiazda Bohatera Związku Radzieckiego – dwukrotnie (1945, 1971)
- Order Lenina – pięciokrotnie (1945, 1945, 1957, 1958, 1968)
- Order Rewolucji Październikowej (1968)
- Order Czerwonego Sztandaru – czterokrotnie (1938, 1942, 1944, 1947)
- Order Suworowa I klasy – dwukrotnie (1944, 1945)
- Order Kutuzowa I klasy – dwukrotnie (1943, 1944)
- Order Bohdana Chmielnickiego I klasy (1944)
- Order Czerwonej Gwiazdy (1939)
- Medal jubileuszowy „XX lat Robotniczo-Chłopskiej Armii Czerwonej” (1938)
- Medal „Za zwycięstwo nad Niemcami w Wielkiej Wojnie Ojczyźnianej 1941–1945” (1945)
- Medal 100-lecia urodzin Lenina (1970)
- Honorowa Broń ze Złotym Godłem Państwowym ZSRR (1968)
- Krzyż Komandorski z Gwiazdą Orderu Odrodzenia Polski (1968)[2]
- Złota Gwiazda Bohatera Czechosłowackiej Republiki Socjalistycznej (28 kwietnia 1970, CSSR)
- Order Klementa Gottwalda (CSSR)
- I inne